# Secrétaire d’État aux ceux de la religion prétendue réformée
Das Secrétariat d'État aux affaires de ceux de la religion prétendue réformée (Staatssekretariat für die Angelegenheiten der Angehörigen der sogenannten reformierten Religion) ging aus einer Abteilung hervor, die sich mit den Angelegenheiten der Protestanten befasste und im letzten Jahrzehnt des 16. Jahrhunderts gebildet wurde, insbesondere bei der Vorbereitung des Edikts von Nantes (1598).
Die in dem Text verwendete Formel Religion prétendue réformée („sogenannte/angeblich reformierte Religion“) und die entsprechende Abkürzung „RPR“ wurden im 17. Jahrhundert häufig als offizielles Zeichen der Feindseligkeit gegenüber dem Protestantismus verwendet, insbesondere unter der Herrschaft Ludwigs XIV.

## Geschichte

### Pierre Forget de Fresnes (1588–1610)
Eine Verordnung von König Heinrich III. aus dem Jahr 1588 beauftragte einen seiner vier Staatssekretäre, Pierre Forget de Fresnes (1544–1610), mit der Korrespondenz mit den Provinzen, in denen große Bevölkerungsgruppen der Hugenotten lebten: Languedoc, Dauphiné, Orléanais, Maine, Anjou, Poitou, Saintonge und Angoumois. Tatsächlich wird er sich besonders mit protestantischen Angelegenheiten befassen müssen.
Da er das Vertrauen von Heinrich IV. (der 1589 König wurde) genoss, war er einer der Verfasser des Edikts von Nantes, das er gegenzeichnete, und zentralisierte später die „Angelegenheiten derer, die der Religion angehören“ oder „Religionsangehörige“.

### Die Phélypeaux-Dynastie (1610–1775)
Nach dem Tod von Pierre Forget im Jahr 1610 wurde das Staatssekretariat von einem Zweig der Familie Phélypeaux monopolisiert, der es bis 1775 innehatte.
Die Nachfolger von Pierre Forget sind (das angegebene Datum, wenn es vor dem Tod oder dem Rücktritt des Vorgängers liegt, ist das Datum, an dem der Staatssekretär en survivance empfangen wurde) :
- 21. April 1610 – 21. Oktober 1621 : Paul Phélypeaux de Pontchartrain, Seigneur de Pontchartrain;
- 5. November 1621 – 2. Mai 1629 : Raymond Phélypeaux, Seigneur d'Herbault et de La Vrillière, dessen Bruder, dem 1626 in einer neuen Aufgabenverteilung der Staatssekretäre „im Königreich, im Languedoc, in Guyenne, Brouage, Aunis, La Rochelle“ und ausdrücklich „die allgemeinen Angelegenheiten der Hugenotten“ übertragen wurden;
- 16. Juni 1629 – 5. Mai 1681 : Louis I. Phélypeaux, Marquis de Châteauneuf, dessen Sohn;
- 1669 – 27. April 1700 : Balthasar Phélypeaux, Marquis de Châteauneuf, Comte de Saint-Florentin, dessen Sohn;
- 28. April 1700 – 7. September 1725 : Louis II. Phélypeaux, Seigneur de Châteauneuf, Marquis de Saint-Florentin, dessen Sohn;
- 7. September 1725 – 27. Februar 1775 : Louis II. Phélypeazx, Marquis, später Duc de La Vrillière, Comte de Saint-Florentin, dessen Sohn

Ab 1749 war die Abteilung für die Angelegenheiten der RPR dem Secrétaire d’État à la Maison du Roi angegliedert.

### Rolle des Sekretariats bis zur Aufhebung des Edikts von Nantes (1685)
Bis zur Aufhebung des Edikts von Nantes waren die Staatssekretäre für protestantische Angelegenheiten, die für sehr große geografische Gebiete zuständig waren, vor allem dazu berufen, auf Schreiben zu antworten, die von Gouverneuren, Intendanten und Bischöfen an sie gerichtet wurden und in denen es um Angriffe auf religiöse Bräuche, den möglichen Abriss von Kirchen oder um tatsächliche oder fiktive Verstöße gegen die Bestimmungen des Edikts von Nantes ging.
Sie führten die immer strengeren Maßnahmen gegen die reformierte Gemeinschaft gehorsam aus, und der Marquis de Châteauneuf zeichnete 1685 das Edikt von Fontainebleau gegen.

### Rolle des Sekretariats nach dem Widerruf
Das Departement wurde nach dem Widerruf beibehalten, doch die behandelten Themen waren nun andere. Abgesehen vom Aufstand der Kamisarden konzentrierten sie sich vor allem auf zwei Bereiche: die Verwaltung der Güter der geflohenen Religionsanhänger, die beschlagnahmt und in Regie genommen wurden und den nächsten Verwandten zugewiesen werden konnten, sofern sie gute Katholiken waren, aber erst nach einer Untersuchung der Akten durch das Staatssekretariat für die RPR, die sehr umfangreich waren und über die er dem Conseil des Dépêches berichten musste. Auf Anfrage der Intendanten wurde er auch tätig, wenn es um die Entführung von Kindern aus Familien ging, die im Verdacht standen, nicht aufrichtig konvertiert zu sein, und um die Unterbringung dieser Kinder in Klöstern oder in Häusern guter Katholiken.
Der Comte de Saint-Florentin, der fünfzig Jahre lang für diese Fragen zuständig war, befürwortete die größte Strenge. Da er mit der Toleranzpolitik der letzten Jahre der Herrschaft Ludwigs XV. nicht einverstanden war und noch weniger mit der Politik, die sich mit der Ankunft Turgots im Ministerium ankündigte, gab er sein Amt 1775 auf.

### Auf dem Weg zum Toleranzedikt von 1787
Chrétien-Guillaume de Lamoignon de Malesherbes, der im Juli 1775 in das Secrétariat de la Maison du Roi berufen wurde, verkörperte Werte, die denen seines Vorgängers entgegengesetzt waren. Insbesondere wollte er die Wiedereingliederung der Protestanten in die nationale Gemeinschaft vorbereiten.
Die kurze Dauer seines Ministeriums – zehn Monate – hinderte ihn jedoch daran, Ergebnisse zu erzielen, doch unter seinen Nachfolgern Antoine-Jean Amelot de Chaillou  bis 1785, Louis Auguste Le Tonnelier de Breteuil  von 1785 bis 1787 und Laurent de Villedeuil bis zur Revolution ebneten seine Memoiren zu diesem Thema den Weg für das Edikt von 1787, das endlich eine der Maßnahmen umsetzte, für die er sich am vehementesten eingesetzt hatte, nämlich die Wiederherstellung des Personenstands für Protestanten.